# Гаваян-Бічес (Гаваї)
Гавайян-Бічес (англ. Hawaiian Beaches) — переписна місцевість (CDP) в США, в окрузі Гаваї штату Гаваї. Населення — 3976 осіб (2020).

## Географія
Гавайян-Бічес розташований за координатами 19°32′4″ пн. ш. 154°56′24″ зх. д. / 19.53444° пн. ш. 154.94000° зх. д. (19.534356, -154.940019).  За даними Бюро перепису населення США в 2010 році переписна місцевість мала площу 64,52 км², з яких 63,55 км² — суходіл та 0,97 км² — водойми.

## Демографія
Згідно з переписом 2010 року, у переписній місцевості мешкало 4280 осіб у 1471 домогосподарстві у складі 1025 родин. Густота населення становила 66 осіб/км².  Було 1814 помешкання (28/км²).
Расовий склад населення:
| - 31,8 % — білих - 14,9 % — азіатів - 14,8 % — вихідців з тихоокеанських островів - 0,8 % — чорних або афроамериканців - 0,7 % — корінних американців - 1,1 % — осіб інших рас |

До двох чи більше рас належало 35,8 %. Частка іспаномовних становила 17,8 % від усіх жителів.
За віковим діапазоном населення розподілялося таким чином: 27,3 % — особи молодші 18 років, 59,7 % — особи у віці 18—64 років, 13,0 % — особи у віці 65 років та старші. Медіана віку мешканця становила 38,4 року. На 100 осіб жіночої статі у переписній місцевості припадало 100,3 чоловіків;  на 100 жінок у віці від 18 років та старших — 97,7 чоловіків також старших 18 років.
Середній дохід на одне домашнє господарство  становив 43 824 долари США (медіана — 31 250), а середній дохід на одну сім'ю — 44 616 доларів (медіана — 35 222). За межею бідності перебувало 32,1 % осіб, у тому числі 51,0 % дітей у віці до 18 років та 5,0 % осіб у віці 65 років та старших.
Цивільне працевлаштоване населення становило 1235 осіб. Основні галузі зайнятості: роздрібна торгівля — 22,9 %, освіта, охорона здоров'я та соціальна допомога — 12,1 %, публічна адміністрація — 11,3 %, науковці, спеціалісти, менеджери — 10,9 %.